# Publi Caci Sabí
Publi Caci Sabí (llatí: Publius Catius Sabinus) va ser un magistrat romà del segle iii que fou nomenat cònsol sota Caracal·la l'any 216 juntament amb Corneli Anulí. El codi de Justinià diu que va ser dues vegades cònsol però als Fasti només és esmentat una vegada i segurament l'altra vegada era cònsol sufecte.